# Jerneja Repinc Zupančič
Jerneja Repinc Zupančič, född 27 oktober 2002 i Tržič är en slovensk backhoppare. Zupančič är trefaldig medaljör i Juniorvärldsmästerskapen i nordisk skidsport med det slovenska laget, 2020, 2021 och 2022. Hon har också deltagit i världscupen i backhoppning sedan januari 2021 då hon debuterade i Ljubno ob Savinji. Hon har också deltagit framgångsrikt i kontinentalcupen i backhoppning med två nionde platser i Innsbruck den 21 och 22 januari 2022 med hela världseliten på plats då världscuptävlingarna den helgen var inställda. och tidigare en överlägsen seger i Vikersund den 11 december 2021 framför Ksenia Kablukova.